# Hamina-klass

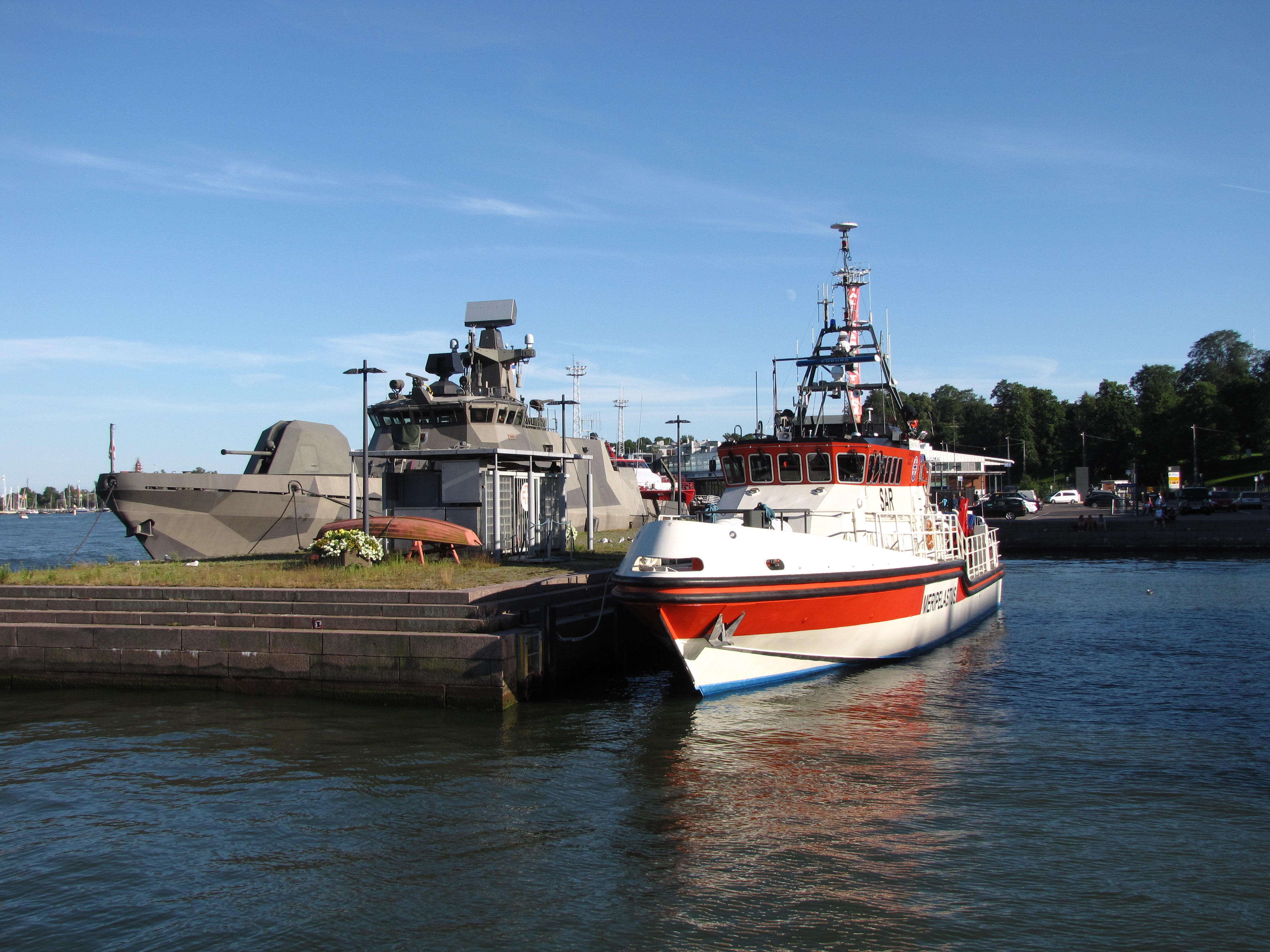
Pori tillsammans med sjöräddningskryssaren Rescue Jenny Wihuri i Södra hamnen i Helsingfors

Hamina-klass är en fartygsklass bestående av robotbåtar som används av den finska marinen. Fartygen började byggas på Aker Finnyards varv i Raumo år 1998. Fartygen är byggda i aluminium och är designade för smygmöjlighet och beväpnade för snabba stridsuppdrag. Fartygsklassen var även tidigare känd som Rauma-2000- klassen.
Det har dock spekulerats om att ytterligare två enheter skall beställas. Hamina-klassens robotbåtar tros vara väldigt effektiva i strid och de är bland de modernaste robotbåtarna i den storleken.

## Fartyg av klassen
Hamina (80)tidigare nummer 74 byggdes vid Aker Finnyards varv i Raumo och togs i tjänst 1998. Den har fått sitt namn efter staden Fredrikshamn.
Tornio (81)togs i tjänst 2003. Den har fått sitt namn efter staden Torneå.
Hanko (82)togs i tjänst 2005. Den har fått sitt namn efter staden Hangö.
Pori (83)togs i tjänst 2006. Den har fått sitt namn efter staden Björneborg
Alla fartygen är i aktiv tjänst och har sin hemmabas i Obbnäs.